# Kenneth McKellar (Sänger)
Kenneth McKellar (* 23. Juni 1927 in Paisley, Schottland; † 9. April 2010 in South Lake Tahoe, Kalifornien) war ein britischer Sänger (Tenor).

## Leben

### Frühe Jahre
McKellar studierte ursprünglich Forstwirtschaft an der Universität Aberdeen und arbeitete nach seinem Abschluss für den schottischen Forstrat. Später begann er am Royal College of Music eine Ausbildung zum Opernsänger. Da er mit der Ausbildung bei der Carl Rosa Opera Company nicht zufrieden war, trennte er sich von der Vereinigung und fing eine Karriere als Sänger schottischer Volkslieder und ähnlichen Materials an. Von den Kritikern wurde er besonders für seine Interpretationen der Lieder Robert Burns’ gelobt. 1960 erreichten vier seiner EPs die EP-Charts in Großbritannien, davon Händel’s arias und Road to the Isles die Top 10.
1964 ging der Sänger auf Tournee durch Neuseeland. In den 1960er- und 1970er-Jahren erschien er neben Jimmy Shand und Andy Stewart häufig in den „Hogmanay“-Festtagsprogrammen der BBC.

### Teilnahme am Eurovision Song Contest
1966 wurde McKellar intern von der BBC ausgewählt, Großbritannien beim Eurovision Song Contest zu vertreten. Wie damals üblich, stellte der britische Vertreter in einer Fernsehsendung unter dem Titel A song for Europe fünf Titel vor. Die Zuschauer wurden aufgefordert, per Postkarte für ihren Lieblingstitel zu stimmen. Das von Cyril Ornadel komponierte und von Peter Callander getextete Lied A man without love ging als Sieger hervor.
| Nr. | Titel                     | Platz |
| --- | ------------------------- | ----- |
| 1.  | As long as the sun shines | 3     |
| 2.  | Country girl              | 2     |
| 3.  | A touch of the tartan     | 5     |
| 4.  | A man without love        | 1     |
| 5.  | Comes the time            | 4     |

Beim Eurovision Song Contest 1966 in Luxemburg landete er im Mittelfeld. Mit acht Punkten – drei aus Luxemburg und fünf aus Irland – landete er auf dem neunten Platz unter 18 Teilnehmern.

### Nach dem Wettbewerb
Obwohl sein Wettbewerbsbeitrag das einzige Lied war, mit dem er die britischen Singlecharts erreichen konnte (auf Platz 30), nahm er keine Singles mehr auf und konzentrierte sich stattdessen auf weitere EPs und Alben, was sich auszahlte: 1969 erreichte er die Albumcharts mit The world of Kenneth McKellar, 1970 mit Ecco di Napoli.

## Verschiedenes
- The song of the clyde war das erste Lied, das 1973 von der ersten privaten Radiostation in Schottland, Radio Clyde, gespielt wurde. Das Lied war auch die Titelmelodie des Films Billy Liar.
- McKellar war der erste und ist noch immer der einzige Sänger, der beim Eurovision Song Contest einen schottischen Kilt trug.